# Lisa Nippgen
Lisa Nippgen (2 de abril de 1997) es una deportista de Alemania que compite en atletismo. Ganó una medalla de bronce en el Campeonato Europeo de Atletismo Sub-23 de 2019, en la prueba de 100 m.